# Karanac
Karanac (madžarsko: Karancs, srbsko: Kapaнaц stari naziv Karanča) je naselje na Hrvaškem, ki upravno spada pod občino Kneževi Vinogradi; le-ta pa spada pod Osiješko-baranjsko županijo.

## Zemljepis
Karanac je umeščen na južnih pobočjih Banske  kose v Baranji, v mikroregiji Banske kose vzhodnohrvaške ravnine. Oddaljen je 4 km zahodno od občinskega središča Kneževi Vinogradi in 15 km Belega Manastirja. Do Osijeka je 30 km. Povprečno leži na nadmorski višini 114 m.

## Prometna povezanost
Naselje Karanac se nahaja z leve strani državne ceste D212 (D7-Kneževi Vinogradi-Batina-mejni prehod Batina) in na lokalni cesti L44010 (Kneževi Vinogradi (D212)- Kamenac - Karanac - Kozarac (D7)).
Z avtobusnimi povezavami je Karanac povezan z Belim Manastirjem, Kneževim Vinogradi, Batino in Somborjem.

## Zgodovina
Karanac se prvič omenja leta 1357 pod imenom Karancs v darilni listini ogrskega kralja Ljudevita iz dinastije Anžuvincev, ki so vladali Ogrski med leti 1342 do 1382. Naselje je imelo status kraljevske vasi in je bilo podarjeno zemljiškemu gospodu Besenyő Györgyu.
Od leta 1390 do 1428 , so bile s strani ogrskega kralja Žigmunda izdane tri darilne listine, s katerimi je naselje Karanac podaril zemljiškim gospodom, ki so ga podpirali, v upravljenje in uporabo. Obstajata tudi dve darilni listini ogrskega kralja Matije Korvina iz let 1468 in 1474, kjer se Karanac ne omenja več kot kraljevska vas, temveč kot mesto pod nazivom Karancs-var. Podobno, kot je bilo sosednje naselje, današnji Branjin Vrh Baranya-var. Tedanji Karancs-var se je nahajal zahodno od današnje vasi. V njem je bila rezidenca zemljiškega gospoda Pongrac Janosa, kateremu je bilo mesto podarjeno z darilno listino leta 1474.
V času nadvlade Turkov med leti 1526 in 1687 so bile na ozemlju današnjega Karanca tri vasi (Arka, Rev in Karanča). Vas Arki je bila v manjši dolini na hribu severozahodno od današnjega Karanca, kjer so danes plantaže vinogradov. Rev je zavzemal ravninsko ozemlje proti današnji vasi Kozarac. Največja vas je bila Karanča in je ob odhodu Turkov štela 81 gospodarstev. Z odhodom Turkov je madžarščina postala uradni jezik in naselje je dobilo nazaj madžarski naziv Karacs.
Leta 1700 je vas pripadla zemljiškemu gospodu Đuli Veteraniju iz Darde, sinu padlega generala avstrijske vojske Fridrika Veteranija. Njegovi potomci so lastništvo prodali grofu Nepomuku Esterhaziju, kateremu pa je zaradi dolgov lastništvo zapadlo pod sekvester. Njegov sin Kázmér je pogosto obiskoval okolico Karanca in je tako leta 1779 zgradil kapelo v vasi, ki je bila leta 1830 razširjena v cerkev. To je današnja rimokatoliška cerkev, ki je bila leta 1878 posvečena Sv. Donatu.
Zaradi dolgov svojega očeta je bil Esterhazi Kázmér prisiljen zemljiško posestvo prodati. Posestvo je kupil vojvoda Georg Vilosh von Lippe, čigar sin Adolf je leta 1916 posestvo prodal madžarski agrarni in rentni banki v Budimpešti.
Med vojaškimi spopadi v devetdesetih letih 20. stoletja so bile v vasi žrtve, predvsem med hrvaškim prebivalstvom.)

## Gospodarstvo
Poleg kmetijstva je v Karancu močno prisotna turistična dejavnost. Tako je možno v vaških gospodarstvih, ki se ukvarjajo s turizmom  uživati v tradicionalnem življenju v Baranji in v domači hrani. Lastniki restavracije Baranjska kuča so odprli Ulico pozabljenega časa, kjer je možno videti stare delavnice in obrti. Vse so še dodatno oplemenitili z razglednim stolpom, kjer je možen pogled na celotno naselje.
V središču vasi se nahaja cerkev Sv. Donata, ki je bila v začetku 21. stoletja obnovljena.
V naselju štirikrat letno prirejajo etno sejem (v vsakem letnem času enkrat), kjer je možno spoznati tradicionalni način življenja, prehrano in domačo glasbo.
Novembra ali decembra prirejajo vsako leto Festival ocvirkov (Čvarak fest). Na festivallu tekmujejo v izdelavi te popularne delikatese. Festival se organizira v okviru zimskega etno sejma.

## Demografija
| Pregled števila prebivalcev po letih | Pregled števila prebivalcev po letih | Pregled števila prebivalcev po letih | Pregled števila prebivalcev po letih | Pregled števila prebivalcev po letih | Pregled števila prebivalcev po letih | Pregled števila prebivalcev po letih | Pregled števila prebivalcev po letih | Pregled števila prebivalcev po letih | Pregled števila prebivalcev po letih | Pregled števila prebivalcev po letih | Pregled števila prebivalcev po letih | Pregled števila prebivalcev po letih | Pregled števila prebivalcev po letih | Pregled števila prebivalcev po letih | Pregled števila prebivalcev po letih |
| ------------------------------------ | ------------------------------------ | ------------------------------------ | ------------------------------------ | ------------------------------------ | ------------------------------------ | ------------------------------------ | ------------------------------------ | ------------------------------------ | ------------------------------------ | ------------------------------------ | ------------------------------------ | ------------------------------------ | ------------------------------------ | ------------------------------------ | ------------------------------------ |
| 1857                                 | 1869                                 | 1880                                 | 1890                                 | 1900                                 | 1910                                 | 1921                                 | 1931                                 | 1948                                 | 1953                                 | 1961                                 | 1971                                 | 1981                                 | 1991                                 | 2001                                 | 2011                                 |
| 1037                                 | 1525                                 | 1474                                 | 1679                                 | 1680                                 | 1665                                 | 1674                                 | 1886                                 | 1469                                 | 1569                                 | 1773                                 | 1670                                 | 1491                                 | 1466                                 | 1065                                 | 926                                  |

Opomba: V letu 1991 je število prebivalcev zmanjšano za del področja naselja Kozarac (Občina Čeminac).
Po popisu leta 1991 je bila narodnostna struktura v naselju Karanac:
| Etnična sestava po popisu iz leta 1991 | Etnična sestava po popisu iz leta 1991 | Etnična sestava po popisu iz leta 1991 | Etnična sestava po popisu iz leta 1991 | Etnična sestava po popisu iz leta 1991 |
| -------------------------------------- | -------------------------------------- | -------------------------------------- | -------------------------------------- | -------------------------------------- |
| Srbi                                   | Srbi                                   |                                        | 551                                    | 37,58%                                 |
| Hrvati                                 | Hrvati                                 |                                        | 432                                    | 29,46%                                 |
| Madžari                                | Madžari                                |                                        | 289                                    | 19,71%                                 |
| Jugoslovani                            | Jugoslovani                            |                                        | 108                                    | 7,36%                                  |
| Nemci                                  | Nemci                                  |                                        | 34                                     | 2,31%                                  |
| Bošnjaki                               | Bošnjaki                               |                                        | 11                                     | 0,75%                                  |
| Romuni                                 | Romuni                                 |                                        | 6                                      | 0,40%                                  |
| Slovenci                               | Slovenci                               |                                        | 4                                      | 0,27%                                  |
| Črnogorci                              | Črnogorci                              |                                        | 1                                      | 0,06%                                  |
| Čehi                                   | Čehi                                   |                                        | 1                                      | 0,06%                                  |
| Neopredeljeni                          | Neopredeljeni                          |                                        | 24                                     | 1,36%                                  |
| Religiozno opredeljeni                 | Religiozno opredeljeni                 |                                        | 2                                      | 0,13%                                  |
| Neznano                                | Neznano                                |                                        | 3                                      | 0,20%                                  |

- V 17. stoletju se je v teh krajih začela kolonizacija Nemcev, v obdobju Leopolda I. Nadaljevala se je pod Jožefa I., Karla VI. in Marije Terezije in se končala pod vladavino Jožefa II., ko je dosegla vrhunec.
- Po zaključku prve svetovne vojne leta 1918 se v vas priseljujejo Srbi iz madžarskega dela Baranje.
- Po zaključku druge svetovne vojne so se v nemške hiše naseljevali kolonisti iz Dalmacije, Međimurja in Banije.
- Po letu 1953 se naseljujejo Hercegovci.
- Po letu 1961 se naseljujeo Srbi iz Bosne.

## Znane osebnosti
- Andor Weininger (1899-1986), slikar
- Borivoj Novaković (1938-2015), hrvaško srbski nogometni publicist
- Slobodan Barbirović (1952-2018), srbski ugankar

## Šport
V naselju deluje NK Polet ustanovljen leta 1929 in ki tekmuje v 2. ŽNL Osiješko-baranjski, nogometna zveza Beli Manastir.